# Michael Socha
Michael Socha (Derby, 13 dicembre 1987) è un attore britannico, conosciuto principalmente per i suoi ruoli nel franchise di This Is England e nelle serie televisive Being Human e C'era una volta.

## Biografia
Socha nasce a Derby da Robert e Kathleen Socha (soprannominata "Kath") il 13 dicembre 1987. È il fratello maggiore dell'attrice Lauren Socha, star della commedia drammatica Misfits. Michael è cresciuto a Littleover – un sobborgo di Derby e ha frequentato la St Benedict Catholic School.

## Carriera
Nel 2006, interpreta il bullo Harvey nel film This Is England. Nel 2008, entra a far parte del cast del film Summer. Lo stesso anno, appare nel film Better Things e nella commedia indipendente Dogging: A Love Story. Inoltre recitò in tre episodi della serie tv Casualty. Nel febbraio 2009, Socha debuttò nella commedia Glamour. Lo stesso anno, apparì in un episodio della serie tv della BBC Paradox e nel film The Unloved. Nel 2010 appare nelle serie tv This Is England 86 e Married Single Other e nel film Bonded by Blood. Nel 2011 interpreta il ruolo del lincantropo Tom McNair nella serie tv della BBC Being Human.
Nel 2013-2014 interpreta la parte del Fante di Cuori nella serie della ABC C'era una volta nel Paese delle Meraviglie.
Dal 2014 entra a far parte del cast di C'era una volta, serie madre della precedente, riprendendo il ruolo di Will Scarlett/Fante di Cuori.

## Vita privata
Ha avuto un figlio di nome Elis Michael Socha con Faye, sua fidanzata di lunga data.

## Filmografia

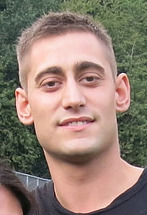
Michael Socha nel 2013.

### Cinema
- This Is England, regia di Shane Meadows (2006)
- Soft, regia di Simon Ellis (2006) - cortometraggio
- Lady Margaret, regia di Deborah Haywood (2007) - cortometraggio
- Better Things, regia di Duane Hopkins (2008)
- Summer, regia di Kenny Glenaan (2008)
- Dogging: A Love Story, regia di Simon Ellis (2009)
- Jade, regia di Daniel Elliott (2009) - cortometraggio
- Bale, regia di Al Mackay (2009) - cortometraggio
- Cut, regia di Dominic Burns (2010)
- Shank, regia di Mo Ali (2010)
- Bonded By Blood, regia di Sacha Bennett (2010)
- Break Clause, regia di Andrew Tiernan (2010)
- The Good Men of Leicester, regia di Neal Craston e Al Mackay (2010) - cortometraggio
- Labour, regia di Michael Keillor (2010) - cortometraggio
- Hit and Run, regia di Al Mackay (2011) - cortometraggio
- Twenty8k, regia di David Kew e Neil Thompson (2012)
- Spike Island, regia di Mat Whitecross (2012)
- Svengali, regia di John Hardwick (2013)
- Papillon, regia di Michael Noer (2017)
- The Keeper, regia di Marcus H. Rosenmüller (2019)

### Televisione
- Casualty - serie TV, 6 episodi (2008-2009)
- The Unloved, regia di Samantha Morton (2009) - film TV
- Harvest, regia di Alex Winckler (2009) - film TV
- Paradox - serie TV, episodio 1x05 (2009)
- Married Single Other - serie TV, episodio 1x03 (2010)
- Dive, regia di Dominic Savage (2010) - film TV
- This Is England '86 - serie TV, 4 episodi (2010)
- This Is England '88 - serie TV, episodi 1x01-1x02-1x03 (2011)
- Being Human - serie TV, 18 episodi (2011-2013)
- Homefront - serie TV, episodi 1x02-1x03-1x04 (2012)
- C'era una volta nel Paese delle Meraviglie - serie TV, 13 episodi (2013-2014)
- Testimoni silenziosi (Silent Witness) - serie TV, episodi 17x03-17x04 (2014)
- L'ispettore Gently (Inspector George Gently) - serie TV, episodio 6x04 (2014)
- C'era una volta - serie TV, 15 episodi (2014-2015)
- This Is England '90- serie TV, 4 episodi (2015)
- The Aliens - serie TV, (2016-in corso)
- Philip K. Dick's Electric Dreams – serie TV, episodio 1x04 (2017)
- Chernobyl (miniserie televisiva) - serie TV, episodio 1 (2019)

### Video Musicali
- Jake Bugg - Seen it all (2012)
- Kasabian - Ill ray (The King) (2017) in partecipazione con Lena Headey
- Elderbrook e Rudimental- Something about you (2019)

## Doppiatori italiani
Nelle versioni in lingua italiana dei suoi lavori, Michael Socha è stato doppiato da:
- Simone Crisari in C'era una volta nel Paese delle Meraviglie, C'era una volta
- Davide Albano in This Is England
- Paolo Vivio in Being Human
- David Chevalier in Papillon
- Riccardo Petrozzi in Toxic Town